# Mazara del Vallo
Mazara del Vallo (sicilià Mazzara) és un municipi italià, situat a la regió de Sicília i a la província de Trapani. L'any 2009 tenia 60.000 habitants. Limita amb els municipis de Campobello di Mazara, Castelvetrano, Marsala, Petrosino i Salemi. Un dels seus majors atractius turístics és el Sàtir dansant, un bronze d'estil hel·lenístic que es troba al museu de la ciutat.
La diòcesi de la que seu depèn com a sufragània, de Palerm i compta amb unes 30 parròquies. Vers el 1075 la seu de Lilibèon fou traslladada a Mazara del Vallo. Dels bisbes de Lilibèon el més cèlebre fou Pascarino, que el 451 fou nomenat delegat papal en el Concili de Calcedònia. El primer bisbe de Mazara del Vallo fou Esteban de Ferro, parent del comte de Roger. Durant el seu bisbat fou fundada la Catedral, embellida posteriorment pel bisbe Tristiano vers l'any 1557. El 1844 se separà de Mazala del Vallo la nova diòcesi de Marsala.

## Edificis
La Catedral és d'origen normand, però només conserva l'absis de la nau central i els murs de l'ala oriental com restes de la seva primitiva construcció de 1690-94, en la que l'edifici va perdre quasi tot el seu caràcter. Mereixen citar-se, a més, en aquesta ciutat, l'església de Sant Egidi, del segle xvi, amb sostre enteixinat; la del Carme, de la mateixa època; la de Sant Nicolau Reial, normanda, la planta quadrada, amb una petita cúpula en el centre; la de Santa Maria de Jesús, del segle xv, amb un portal de 1420 i una Verge amb el Nen, atribuïda a Domenico Gagini, Santa Catalina, amb estàtua d'aquesta santa, d'Antonello Gagini; la de la Verge de l'Alt o Santa Maria della Giummare, del segle xiv, amb portal gòtic i estàtua de la Verge de Jacopo Castagnola (1572); la de Santa Venerada, que conserva la cúpula i la nau de l'antiga església normanda i l'estàtua de la santa, de Vincenzo o Giacomo Gagini (1583); l'antic monestir de Sant Miquel, amb les estàtues de la Verge de les Gracies i Sant Miquel Arcàngel, atribuïdes a Fazio Gagini (1540).
Mereixen menció a part, les ruïnes del castell normand construït pel comte Roger I; l'estàtua de San Vito, de Marabitti (1771); el palau Milo: la interessant casa d'Hanníbal, etc.

## Història
Aquesta ciutat fou fortalesa de Selimont destruïda pel cartaginès per Anibal Gisgon el 409 aC. el 827 s'apoderaren d'aquesta els sarraïns i es declarà residència d'un emir. Una vegada expulsats aquells, el comte Roger fixà en ella la seva residència el 1075 i construí la Catedral.